# Lepidodexia camura
Lepidodexia camura är en tvåvingeart som först beskrevs av Hall 1938.  Lepidodexia camura ingår i släktet Lepidodexia och familjen köttflugor.
Artens utbredningsområde är Venezuela. Inga underarter finns listade i Catalogue of Life.